# Helluopapua
Helluopapua es un  género de coleópteros adéfagos de la familia Carabidae.

## Especies
Comprende las siguientes especies:
- Helluopapua cheesmani Darlington, 1971
- Helluopapua toxopei Darlington, 1968